# Ožigalkarji
Ožigalkarji (znanstveno ime Cnidaria) so skupina pravih mnogoceličarjev. Večinoma so morski organizmi, poznamo pa tudi nekatere sladkovodne (npr. zeleni trdoživ).
Zanje so značilne ožigalke, polimorfizem (eno žival najdemo v več oblikah) in radialna simetrija zaradi pritrjenosti.
Ožigalkarje lahko najdemo v obliki polipa in meduze. Polip je pritrjen, njegova telesna votlina se odpira na zgornji strani, razmnožuje pa se nespolno (z delitvijo). Meduza je plavajoča, njena telesna votlina se odpira na spodnji strani, razmnožuje pa se spolno.
Ožigalkarji se razmnožujejo z načinom, ki spominja na metagenezo rastlin. Nespolno se razmnožujejo s strobilacijo, prečnim deljenjem v ploske brste oz. strobile. Iz gamete v meduzi nastane oplojeno jajčece in iz njega ličinka planula. Ta najprej plava, nato pa se pritrdi in iz nje nastane polip.
Plen ožigalkarji ugonobijo z ožigalkami. Dotakniti se mora čutilne dlačice, ki sproži ožigalko. Ta spusti strup po cevki in z njim omrtviči plen, tako da ga lažje ulovi.

## Sistematika ožigalk
- koralnjaki: razvita je le polipna generacija, npr. kameni koralnjak, konjska vetrnica, voščena vetrnica, stražna vetrnica in rdeča vetrnica
- klobučnjaki: poudarjena je meduzna generacija, npr. uhati klobučnjak, mesečinka
- trdoživnjaki: poudarjena je polipna generacija, npr. sladkovodni trdoživ, zeleni trdoživ, jamski trdoživ, cevkače, portugalska ladjica